# Angela Daigle
Angela Daigle-Bowen (San Francisco, 28 maggio 1976) è un'ex velocista statunitense, campionessa mondiale della staffetta 4×100 metri a Helsinki 2005.

## Palmarès
| Anno | Manifestazione      | Sede          | Evento  | Risultato | Prestazione | Note                                    |
| ---- | ------------------- | ------------- | ------- | --------- | ----------- | --------------------------------------- |
| 2003 | Giochi panamericani | Santo Domingo | 4×100 m | Oro       | 43"06       |                                         |
| 2005 | Mondiali            | Helsinki      | 4×100 m | Oro       | 41"78       | Miglior prestazione mondiale stagionale |

## Campionati nazionali
- 1 volta campionessa nazionale indoor dei 60 metri piani (2005)